# Joseph Wackerle
Joseph Wackerle (Partenkirchen, 15 de mayo de 1880 - Partenkirchen, 20 de marzo de 1959) fue un escultor alemán. Es recordado por sus obras en los Juegos Olímpicos de Ámsterdam de 1928 y los Juegos Olímpicos de Los Ángeles de 1932.

## Biografía
El abuelo de Wackerle era tallador de madera y su padre era constructor. Fue educado en la Escuela de Artes Aplicadas y en la Academia de Bellas Artes de Múnich. A los 26 años, fue nombrado director artístico de la fábrica de porcelana de Nymphenburg en Múnich. De 1913 a 1917 trabajó como profesor en el Museo de Arte Decorativo de Berlín. Se convirtió en profesor en la Academia de Múnich, donde enseñó hasta 1950.
En 1937, Joseph Goebbels propuso a Wackerle, quien era Senador de Cultura del Reich, para el Premio Nacional Alemán de Arte y Ciencia. En 1940, en su 60 cumpleaños, Wackerle recibió la Medalla Goethe de las Artes y las Ciencias por recomendación de Adolf Hitler. Fue muy apreciado como artista por los gobernantes nazis, y en agosto de 1944 Hitler lo incluyó en la lista de los escultores alemanes más importantes, lo que lo liberó del servicio militar.
Tras la Segunda Guerra Mundial, Wackerle continuó su carrera artística y todavía era muy apreciado en el área de Múnich. En 1953, la ciudad de Múnich le otorgó el Premio de Promoción de las Artes Visuales.
Murió en 1959 y está enterrado en el cementerio de Partenkirchen.

## Galería

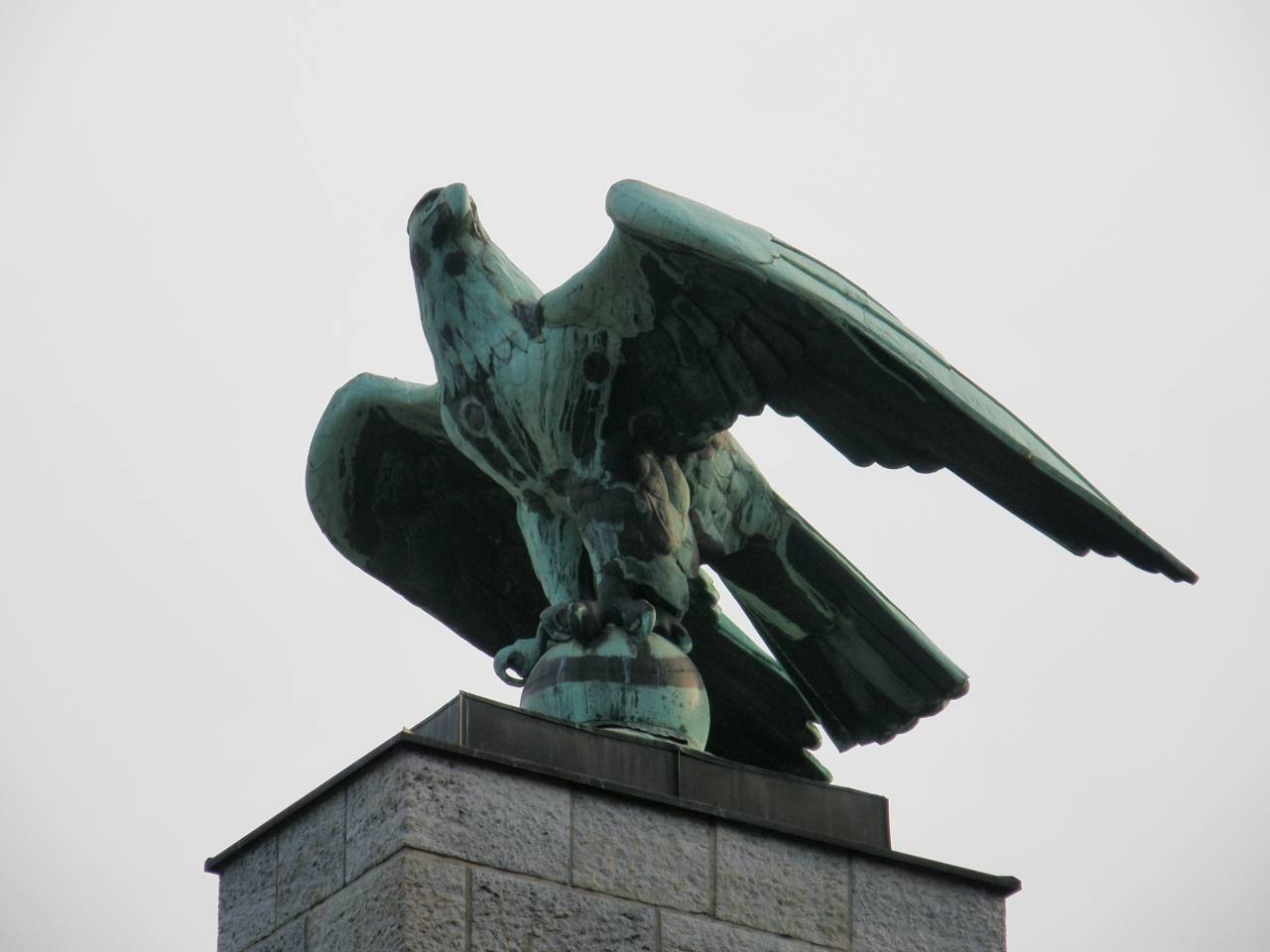
Monumento en Siemensstadt
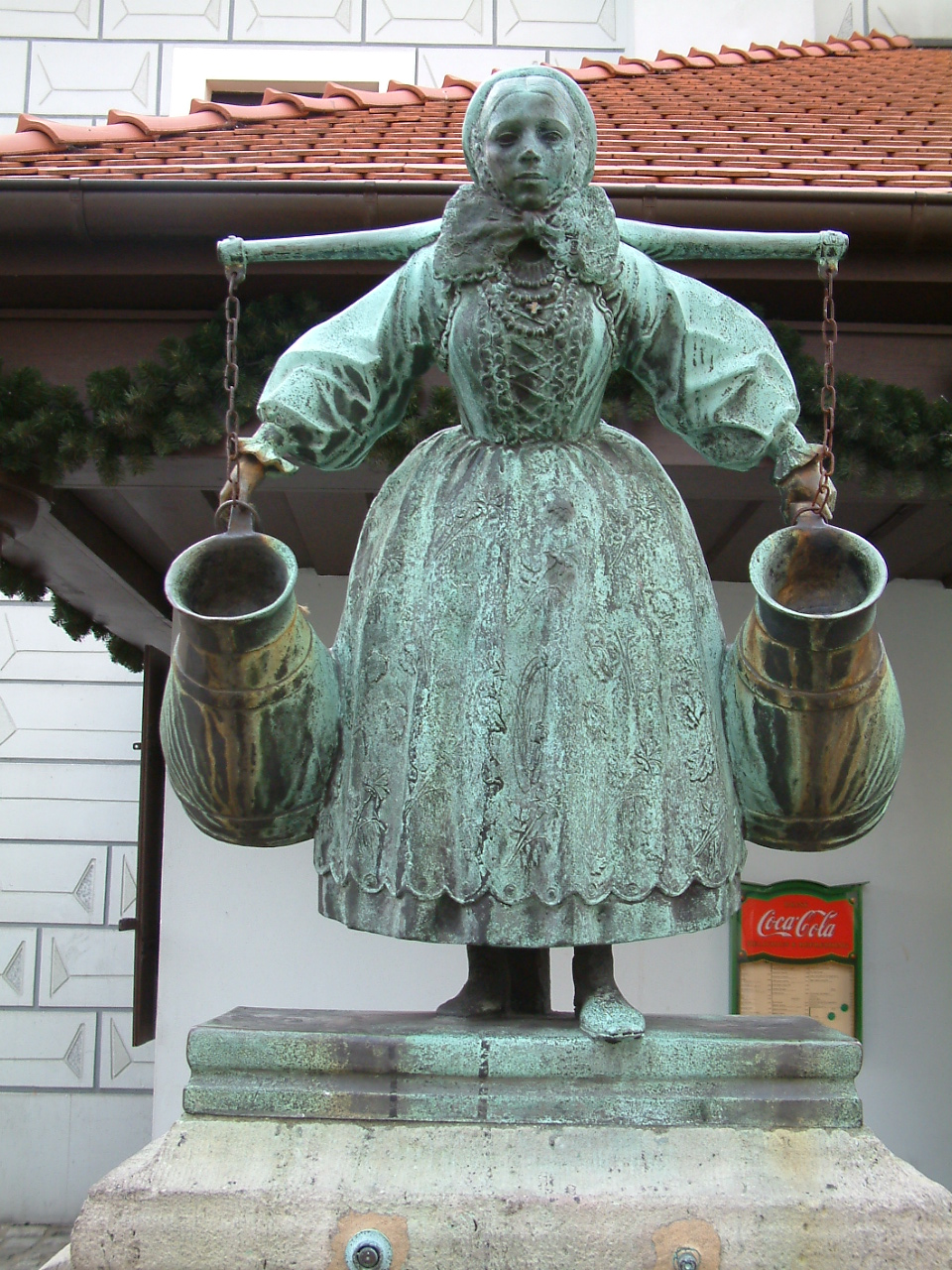
Figura de la fuente Bamberka (1915)
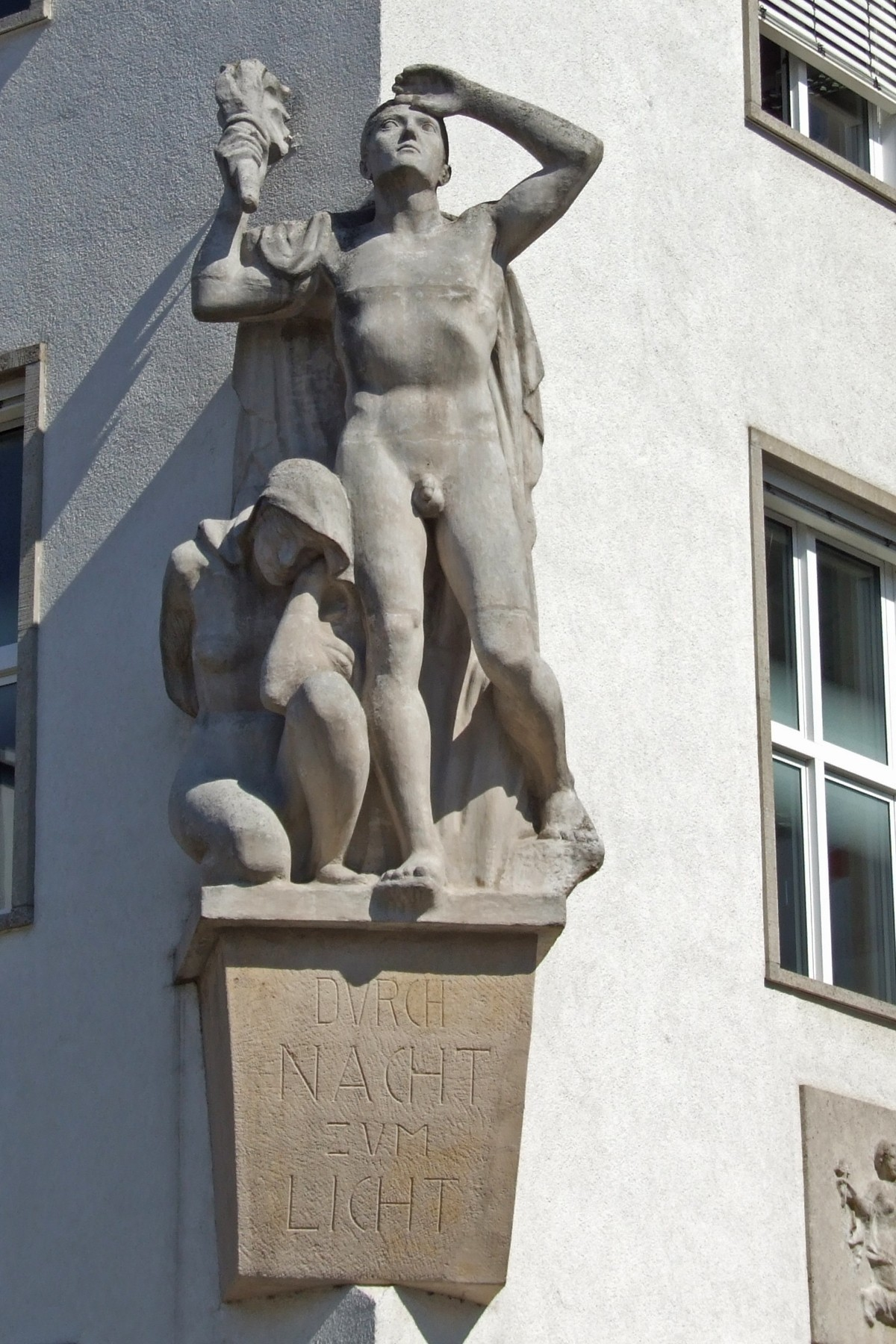
Durch Nacht zum Licht (1935) en el Bau 36
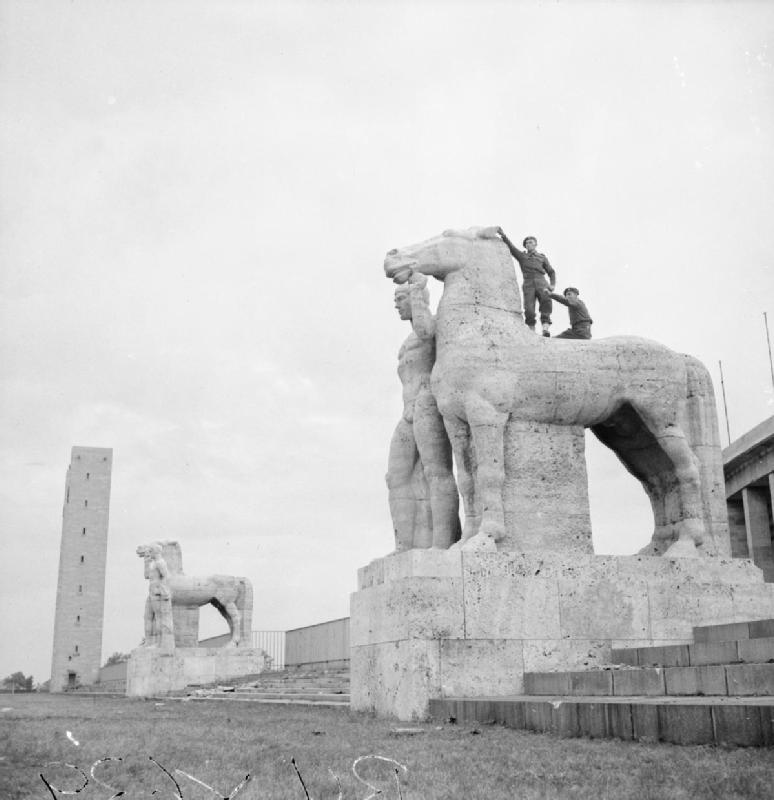
Rosseführer (1936) en el Estadio Olímpico de Berlín
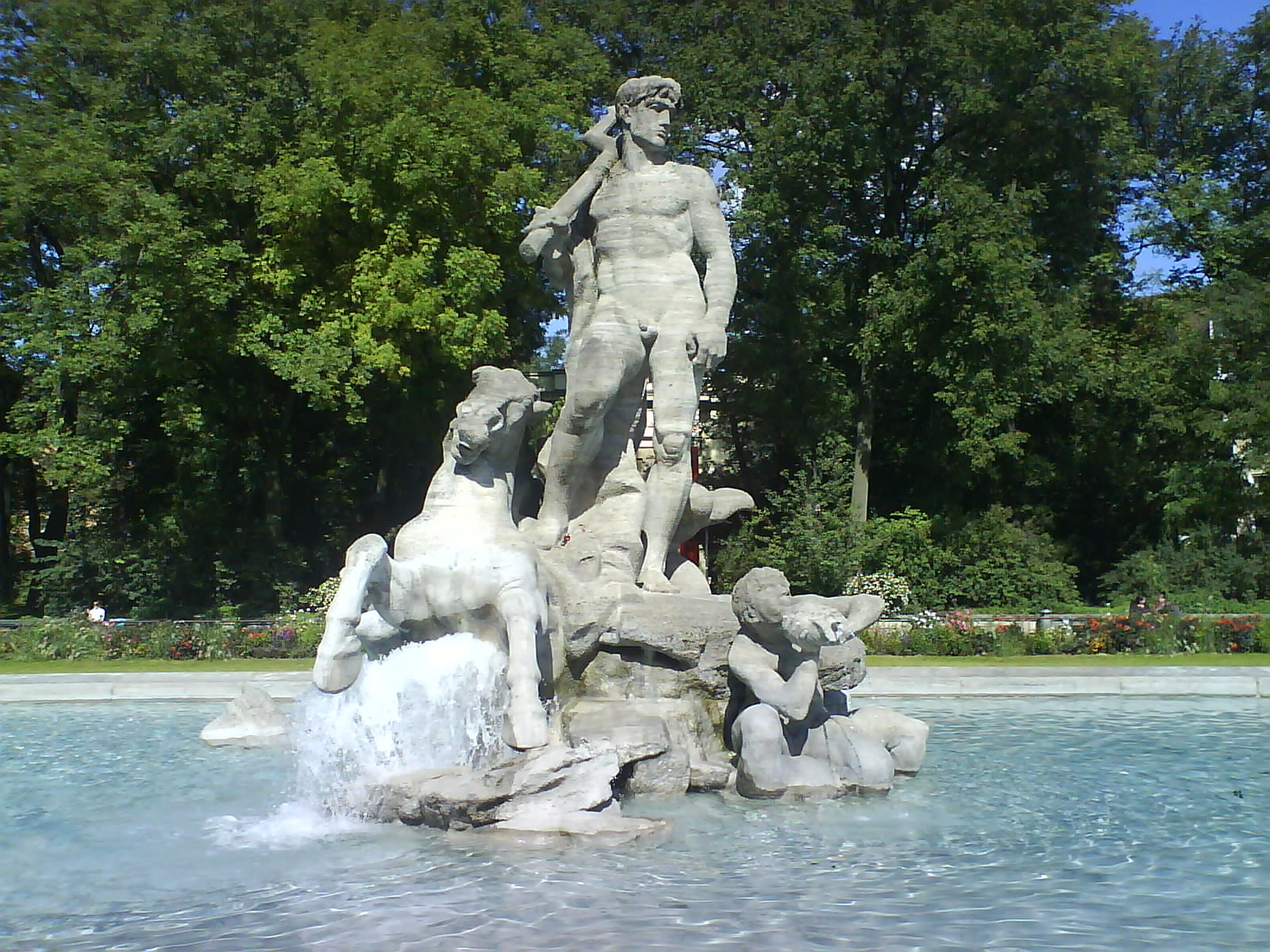
Fuente de Neptuno en el Jardín Botánico de Múnich